# Nicholson River (vattendrag i Australien, Victoria)
Nicholson River är ett vattendrag i Australien. Det ligger i delstaten Victoria, omkring 240 kilometer öster om delstatshuvudstaden Melbourne.
Trakten runt Nicholson River består till största delen av jordbruksmark. Runt Nicholson River är det ganska glesbefolkat, med 42 invånare per kvadratkilometer. Genomsnittlig årsnederbörd är 960 millimeter. Den regnigaste månaden är juni, med i genomsnitt 163 mm nederbörd, och den torraste är juli, med 33 mm nederbörd.